# Llista de masies de Sant Climenç
Llista de les masies de Sant Climenç, capital del municipi de Pinell de Solsonès.
| Topònim                                   | Documentada des de | Emplaçament                                                    |
| ----------------------------------------- | ------------------ | -------------------------------------------------------------- |
| Bosc                                      | Segle XVI          | 41° 54′ 29.89″ N, 1° 23′ 32.59″ E / 41.9083028°N,1.3923861°E   |
| Casalot, el                               | Segle XIX          | 41° 55′ 48.23″ N, 1° 24′ 43.09″ E / 41.9300639°N,1.4119694°E   |
| Caseta de Llorenç                         | Segle XIX          | 41° 55′ 3.498″ N, 1° 23′ 2.498″ E / 41.91763833°N,1.38402722°E |
| Caseta de Montroig                        | Segle XIX          |                                                                |
| Casó, el                                  | Segle XVIII        | 41° 55′ 17.50″ N, 1° 23′ 43.12″ E / 41.9215278°N,1.3953111°E   |
| Coïns                                     | 1570               | 41° 56′ 23.20″ N, 1° 25′ 37.30″ E / 41.9397778°N,1.4270278°E   |
| Cots, les                                 | Segle XVI          | 41° 56′ 50.94″ N, 1° 24′ 16.36″ E / 41.9474833°N,1.4045444°E   |
| Graus                                     | Segle XVI          | 41° 56′ 33.22″ N, 1° 23′ 35.72″ E / 41.9425611°N,1.3932556°E   |
| Geli, Hostal del                          | Segle XVII         | 41° 57′ 41.46″ N, 1° 25′ 8.437″ E / 41.9615167°N,1.41901028°E  |
| Llorenç                                   | 1460               | 41° 55′ 58.15″ N, 1° 22′ 48.56″ E / 41.9328194°N,1.3801556°E   |
| Molí de Vent, el                          | Segle XIX          | 41° 57′ 17.17″ N, 1° 25′ 8.804″ E / 41.9547694°N,1.41911222°E  |
| Puit                                      | Segle XVIII        | 41° 56′ 35″ N, 1° 23′ 09″ E / 41.943145°N,1.385955°E           |
| Ramells                                   | 1570               |                                                                |
| Rovira, la                                | 1238               | 41° 55′ 46.04″ N, 1° 23′ 52.09″ E / 41.9294556°N,1.3978028°E   |
| Quel, Cal                                 | Segle XIX          | 41° 56′ 45.95″ N, 1° 24′ 39.13″ E / 41.9460972°N,1.4108694°E   |
| Sarri                                     | 1714               |                                                                |
| Setó, Cal Originàriament, Sator o Sa Tor. | Segle XI           | 41° 56′ 19.40″ N, 1° 24′ 3.618″ E / 41.9387222°N,1.40100500°E  |
| Terradet                                  | Segle XIX          | 41° 57′ 9.464″ N, 1° 22′ 48.59″ E / 41.95262889°N,1.3801639°E  |
| Torrenegra                                | ?                  | 41° 56′ 34.33″ N, 1° 24′ 20.22″ E / 41.9428694°N,1.4056167°E   |
| Torrent                                   | Segle XVI          | 41° 56′ 12.38″ N, 1° 23′ 26.87″ E / 41.9367722°N,1.3907972°E   |
| Tugues                                    | 1208               |                                                                |
| Xerpell de la Costa                       | Segle XVIII        | 41° 55′ 14.94″ N, 1° 24′ 10.96″ E / 41.9208167°N,1.4030444°E   |
| Xerpell Nou Antigament, el Casalot.       | Segle XVI          | 41° 54′ 29.89″ N, 1° 23′ 32.59″ E / 41.9083028°N,1.3923861°E   |
| Vegas                                     | Segle XIX          |                                                                |

## Masies històriques
Aquesta és la relació de les masies de la parròquia de Sant Climenç de les quals se'n té constància documental però que actualment se'n desconeix el seu emplaçament
- Guitó - Segle XVII
- Lavals - 1098